# ضدخاطرات
ضدخاطرات (به فرانسوی: Antimémoires) کتابی از آندره مالرو است که در آن به بازگویی خاطرات خود می‌پردازد. پس از استعفای ژنرال دوگل، مالرو به تنظیم یادداشتهای خود پرداخت و کتاب ضد خاطرات را در ۱۹۶۷ منتشر کرد.

## ترجمهٔ فارسی
این کتاب با ترجمهٔ ابوالحسن نجفی و رضا سیدحسینی در سال ۱۳۶۳ منتشر و در مراسم کتاب سال جمهوری اسلامی ایران به‌عنوان کتاب برگزیده معرفی شد.